# Michaił Kamienski
Michaił Dawydowicz Kamienski (Ejdis) (ros. Михаил Давыдович Каменский (Эйдис), ur. 1889 w Szpole, zm. 1963) – radziecki działacz partyjny.

## Życiorys
W 1908 wstąpił do SDPRR, od 1918 prowadził działalność podziemną w Odessie, 1919 pracował w odeskiej gubernialnej Czece, później był pracownikiem politycznym Armii Czerwonej, został ranny w walkach. Od października 1922 kierował Wydziałem Organizacyjnym Tomskiego Gubernialnego Komitetu RKP(b), od czerwca do października 1924 kierował Wydziałem Organizacyjnym Fergańskiego Komitetu Obwodowego Komunistycznej Partii (bolszewików) Turkiestanu, od 18 października 1924 do 23 marca 1925 był I sekretarzem Kara-Kirgiskiego Tymczasowego Obwodowego Biura RKP(b). Od 27 marca do 17 sierpnia 1925 był I sekretarzem Obwodowego Komitetu RKP(b) Kara-Kirgizji/Kirgiskiego Obwodu Autonomicznego, później był m.in. dyrektorem stanicy maszynowo-traktorowej w obwodzie frunzeńskim.